# Смыков (Ставропольский край)
Смы́ков — хутор в Изобильненском районе (городском округе) Ставропольского края Российской Федерации.

## Варианты названия
- Смыкова,
- Смыковский[2].

## География
Расстояние до краевого центра: 42 км.
Расстояние до районного центра: 25 км.
Хутор находится на юго-восточном берегу Новотроицкого водохранилища, недалеко от Смыкова расположен Новотроицкий природный заказник.
Уличная сеть Смыкова насчитывает 3 улицы (Центральная, Приозёрная, Степная). На южной окраине хутора расположено общественное открытое кладбище площадью 10 тыс. м².

## История
Хутор образован в 1904 году.
В связи со строительством в 1950 году Новотроицкого водохранилища Смыков был перенесён из котловины на возвышенность.
До 2017 года хутор входил в упразднённый Староизобильненский сельсовет.

## Население
| 1989 | 2002 | 2010 | 2014 |
| ---- | ---- | ---- | ---- |
| 231  | ↗280 | ↘279 | ↘200 |

### Национальный и гендерный состав
По данным переписи 2002 года, 85 % населения — русские.

## Люди, связанные с хутором
- Овсянников, Сергей Данилович (род. 1948, хутор Смыков) — российский поэт.

## Инфраструктура
Медицинскую помощь оказывает фельдшерско-акушерский пункт.

## Транспорт
Формально Смыков связан со Староизобильной и Изобильным маршрутным такси 109А. Фактически рейс не выполняется, и транспортная связь хутора с соседними населёнными пунктами отсутствует.
Автомобильный транспорт
В Смыкове начинается автодорога местного значения на Староизобильную, связывающая хутор с Изобильным и Ставрополем.

## Памятники
- Братская могила 15 советских офицеров и солдат, погибших в борьбе с фашистами[12].